# Möllenbeck (bei Neustrelitz)
Möllenbeck ist eine Gemeinde im Landkreis Mecklenburgische Seenplatte im Süden Mecklenburg-Vorpommerns. Sie wird vom Amt Neustrelitz-Land mit Sitz in der nicht amtsangehörigen Stadt Neustrelitz verwaltet.

## Geografie
Die Gemeinde Möllenbeck liegt in einem Grundmoränengebiet, das sich von Neustrelitz und Neubrandenburg ostwärts bis in die Uckermark hinzieht. In diese hügelige Gegend sind sehr viele Seen oder Seenketten eingestreut. So auch in Möllenbeck: Hier reihen sich drei kleine Seen (ursprünglich fünf Seen) in Südwest-Nordostrichtung aneinander, die ein Graben miteinander verbindet. Südlich und östlich von Möllenbeck befindet sich der große Naturpark Feldberger Seenlandschaft. Möllenbeck liegt etwa 25 Kilometer von Neubrandenburg entfernt.
Umgeben wird Möllenbeck von den Nachbargemeinden Burg Stargard im Norden, Woldegk im Osten, Feldberger Seenlandschaft im Südosten, Grünow im Süden sowie Blankensee im Westen.

## Gemeindegliederung
Zur Gemeinde Möllenbeck gehören die Orte Flatow, Möllenbeck, Quadenschönfeld, Quadenschönfeld Bahnhof, Stolpe, Warbende und Warbende Ausbau.

## Geschichte
Teile des heutigen Gemeindegebietes waren im Mittelalter Besitz des Klosters Himmelpfort. Flatow und Warbende waren seit 1305 Teilbesitz des Klosters. 1438 wurde Flatow zum Vollbesitz, ebenfalls Warbende zu einem unbekannten Zeitpunkt. 1408 kam schließlich der Hof Meygreven in Klosterbesitz.

In Flatow ist eine Domäne des Landes/Freistaates Mecklenburg-Strelitz nachgewiesen und war größtenteils verpachtet an umliegende Gutsbesitzer, Größe 269 ha.
Der Name Möllenbeck ist niederdeutsch und bedeutet „Mühlbach“ (1394 als to Mollenbeke erstmals erwähnt). Im Ort entstand nachfolgend ein Rittergut. Besitzer wurden u. a. die briefadelige Familie von Borck, die aus Schweden kam, 1754 nobilitiert wurde und danach 1839 Aufnahme, zumeist auf Nachweisung des einhundertjährigen Aufenthalts in Mecklenburg, in die mecklenburgische Ritterschaft fand. 1820 erwarb der Nachfahre Karl August von Borck (1790–1860) Gut Möllenbeck und machte als Kammerherr in Mecklenburg-Strelitz sowie Klosterhauptmann zu Malchow Karriere, war verheiratet mit Karoline von Behr-Negendank. Im Minorat, Erbe geht an den jüngsten Sohn, übernahm Felix von Borck (1834–1890) das Anwesen samt Nebengut Cammin. Aus seiner Ehe mit der Hofdame in Neustrelitz, Anna von Baumbach, stammt der Gutsnachfolger Karl August von Borck (1863–1929). Er war zwar standesgemäß Major a. D. und Rechtsritter des Johanniterordens; verkaufte aber das Möllenbecker Gut nach 1923. Seit etwa 1925 war Carl Brohme Gutsbesitzer. Um 1928 gehörten dazu 700 ha.
Quadenschönfeld: Das Herrenhaus wurde um 1800 im Auftrag von Friedrich von Warburg gebaut. Das Gut besaßen u. a. die Familien von Warburg bis (1774–1883) und von Bernstorff (1883–1945).
Stolpe wurde 1837 von Quadenschönfeld getrennt, als es Hellmut Otto Friedrich von Warburg übernahm. Gutsbesitzer waren danach kurz vor 1900 Großherzog Friedrich Wilhelm II. und ab 1920 Carl Michael zu Mecklenburg sowie ab um 1930 der Freistaat Mecklenburg-Strelitz. Unter dem NS-Reichsleiter Martin Bormann gehörte Stolpe zur Güterverwaltung Nord. Im  Jahre 1945 wurde das Gutshaus von 1840 auf Befehl Bormanns durch ein SS-Kommando niedergebrannt.

## Dienstsiegel
Die Gemeinde Möllenbeck verfügt über kein amtlich genehmigtes Hoheitszeichen, weder Wappen noch Flagge. Als Dienstsiegel wird das kleine Landessiegel mit dem Wappenbild des Landesteils Mecklenburg geführt. Es zeigt einen hersehenden Stierkopf mit abgerissenem Halsfell und Krone und der Umschrift „GEMEINDE MÖLLENBECK * LANDKREIS MECKLENBURGISCHE SEENPLATTE“.

## Sehenswürdigkeiten
- Burgwall Quadenschönfeld slawisches Bodendenkmal aus dem 8. bis 9. Jahrhundert.
- Kirche Möllenbeck, eine gotische Feldsteinkirche aus dem 14. Jahrhundert
- Dorfkirche Quadenschönfeld, eine gotische Feldsteinkirche vom Anfang des 15. Jahrhunderts
- Kirche Warbende, eine gotische Feldsteinkirchen vom frühen 14. Jahrhundert
- Herrenhaus Möllenbeck[10][11]
- Herrenhaus Quadenschönfeld, klassizistischer Bau von um 1800[12]
- Empfangsgebäude des ehemaligen Bahnhaltepunktes Quadenschönfeld
- historische Diesellok

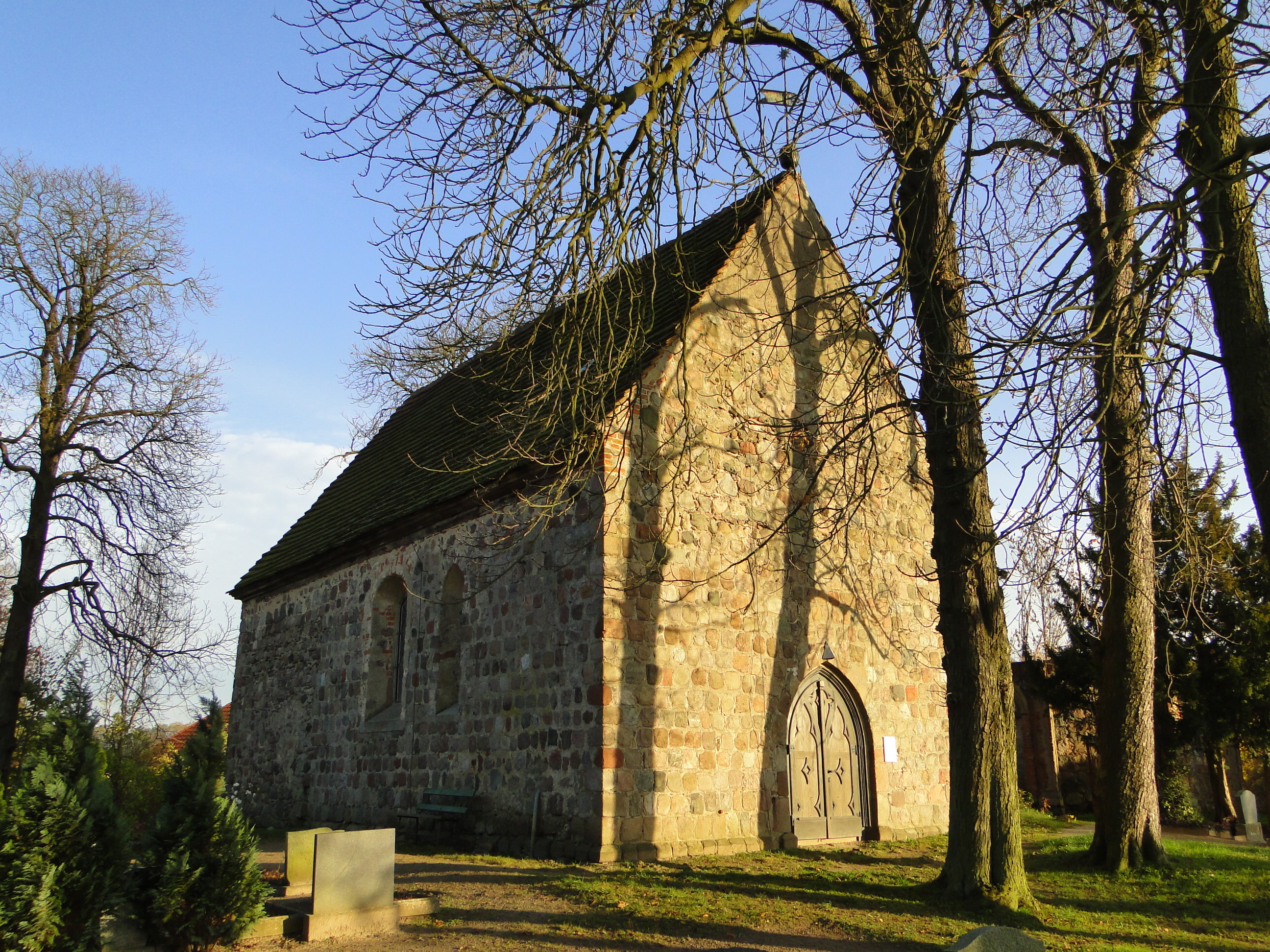
Kirche in Möllenbeck
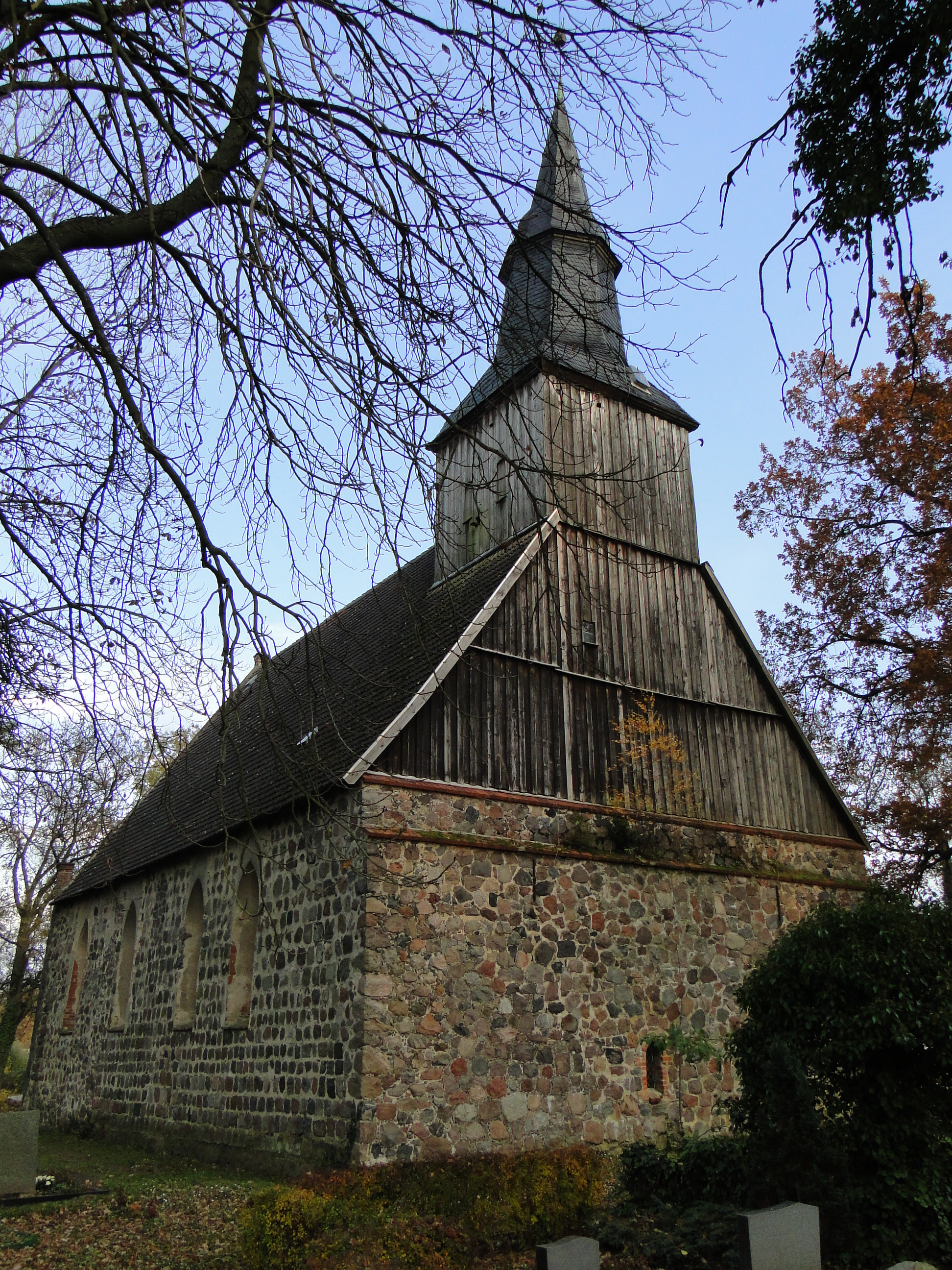
Kirche in Warbende
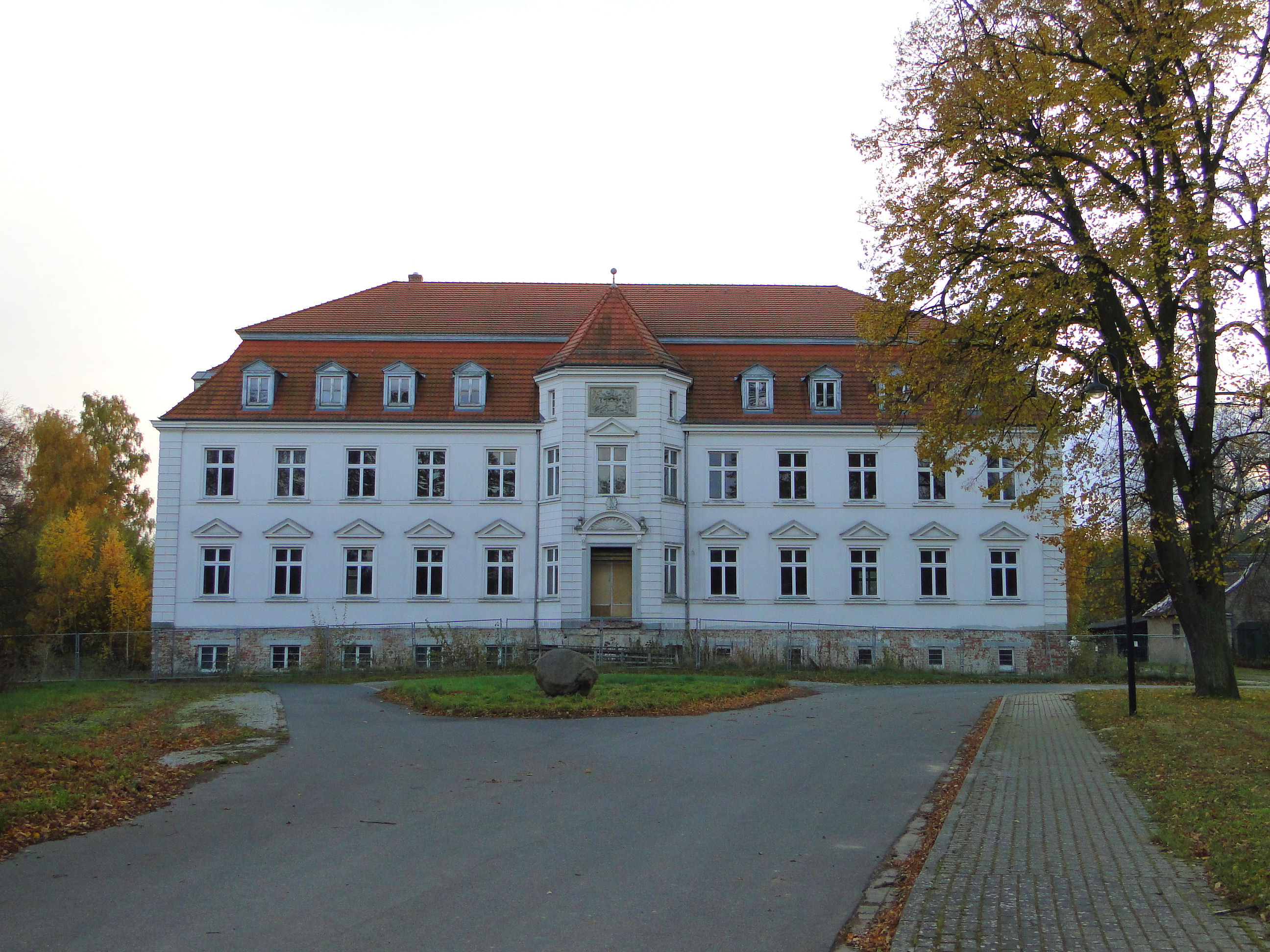
Herrenhaus in Quadenschönfeld
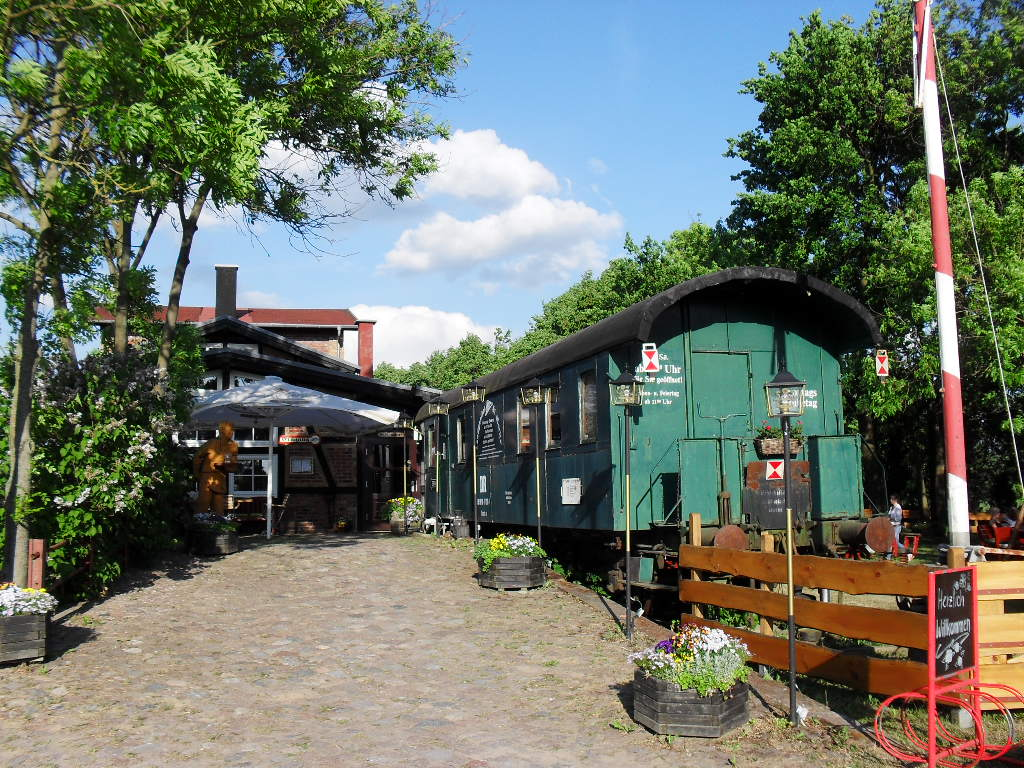
Bahnhof Quadenschönfeld
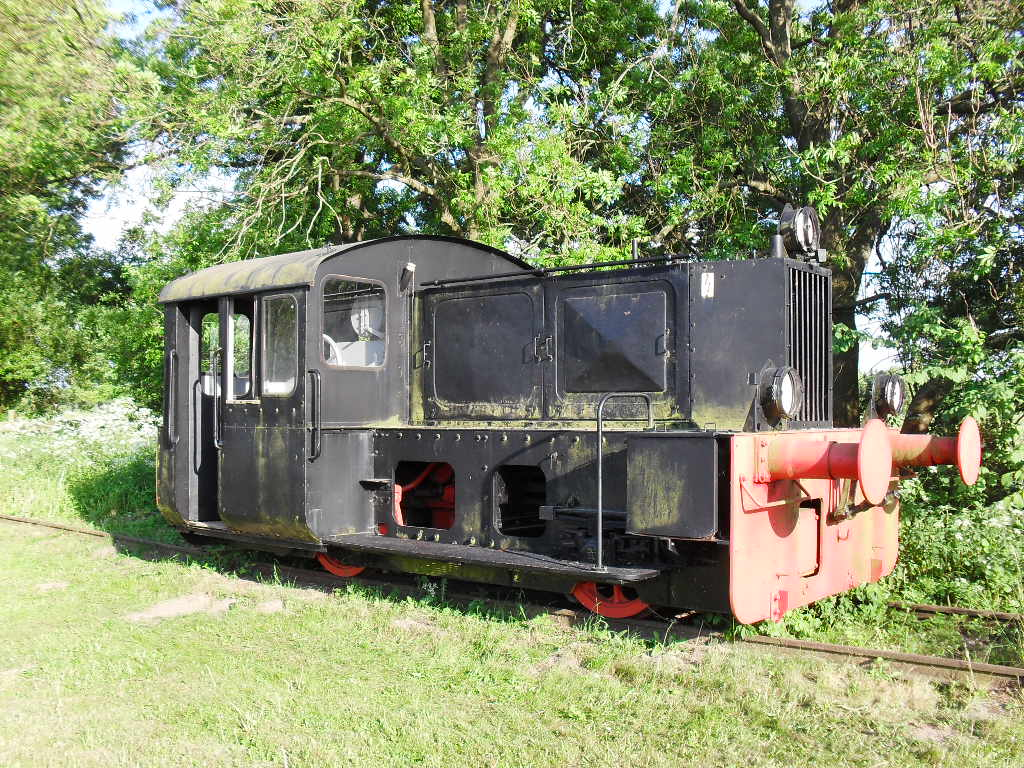
Historische Diesellok Deutz, Baujahr 1943

## Verkehrsanbindung
Die Bundesstraße 198 von Neustrelitz über Woldegk ins brandenburgische Prenzlau führt durch die Gemeinde Möllenbeck sowie den Ortsteil Stolpe. Von dieser Bundesstraße zweigen hier die wichtigen Verbindungsstraßen nach Neubrandenburg und in die Großgemeinde Feldberger Seenlandschaft ab. Der nächste Bahnhof befindet sich in der sieben Kilometer entfernten Nachbargemeinde Blankensee an der Bahnstrecke Neustrelitz–Stralsund. Bis 1945 gab es in den heutigen Ortsteilen Flatow und Quadenschönfeld ebenfalls Bahnhöfe, die an der zu Reparationszwecken abgebauten Bahnstrecke Neustrelitz–Strasburg lagen. Die Anbindung wird heute, unter der Woche, mit den Linienbussen der MVVG sichergestellt. In den Schulferien ist das Angebot auf einzelne Wochentage beschränkt.

## Persönlichkeiten
- Werner Lexow (1927–2004), in Möllenbeck geboren, Eisenbahner, Buchautor,[13] 1995 Preisträger des Annalise-Wagner-Preises
- Rosalie von Borck (1830–1884), in Möllenbeck geboren,[14] heiratete 1858 ebenda den Grafen Friedrich von Oeynhausen-Brahlstorff[15]